# Фінн Азаз
Фінн Ісаак Азаз (англ. Finn Isaac Azaz; нар. 8 вересня 2000, Вестмінстер, Англія) — ірландський футболіст, атакувальний півзахисник клубу Чемпіоншипу «Мідлсбро». Народився в Англії, але на міжнародному рівні виступає за національну збірну Ірландії.
Вихованець академії англійського клубу «Вест-Бромвіч Альбіон», сезон 2020/21 років провів в оренді в «Челтнем Тауні». У липні 2021 року перейшов до «Астон Вілли», але одразу ж був відданий в оренду «Ньюпорт Каунті» до завершення сезону 2021/22 років. Двічі відправлявся в оренду до «Плімут Аргайла», перш ніж у січні 2024 року став гравцем «Мідлсбро».

## Ранні роки та особисте життя
Народився у Вестмінстері, має змішане ірландсько-ізраїльське походження.
Його родина переїхала до Бірмінгема, коли Фінну виповнилося 15 місяців. Навчався у початковій школі Кінгс-Хіт та школі Кінг-Едвардс, де отримав оцінки 9 A*s на іспитах GCSE, а також склав 2 іспити на рівень A з французької мови та бізнесу, які він отримав як стипендіат у «Вест-Бромвіч Альбіон». Після складання іспитів на рівень А продовжив вивчення французької та іспанської мов для власного особистісного розвитку.

## Клубна кар'єра

### «Вест-Бромвіч Альбіон»
У 9-річному віці приєднався до «Вест-Бромвіч Альбіон».
У серпні 2020 року перейшов в оренду до «Челтнем Тауна». У вересні 2020 року дебютував на професійному рівні в переможному (1:0) поєдинку Кубку Футбольної ліги проти «Пітерборо Юнайтед», а першим голом у професійному футболі відзначився у вище вказаному турнірі того ж місяця в програному (1:3) поєдинку другого раунду проти «Міллволла» з Чемпіоншипу.

### «Астон Вілла»
26 липня 2021 року приєднався до «Астон Вілли», але одразу ж був відданий в оренду «Ньюпорт Каунті» на сезон 2021/22 років. Дебютував за «Ньюпорт» 10 серпня 2021 року в переможному (1:0) матчі Кубку EFL проти «Іпсвіч Тауна», в якому віддав результативну передачу під час переможного голу. Відзначився своїм першим голом за «Ньюпорт» 24 вересня 2021 року у програному (1:2) матчі Другої ліги проти «Барроу». У січні 2022 року після трьох результативних передач удостоєний нагороди Найкращий молодий гравець місяця ФЛА, а його команда набрала тринадцять очок у шести матчах.
На церемонії вручення нагород EFL Awards 2022 року нагороджений званням «Найкращий молодий гравець сезону у Другій лізі», а також потрапив до символічної збірної сезону Другої ліги разом із товаришем по команді Домом Телфордом.
11 липня 2022 року продовжив контракт з «Астон Віллою» та відправився в оренду на сезон до «Плімут Аргайла». Дебютував за «Плімут» 30 липня 2022 року й відзначився першим голом у переможному (1:0) поєдинку проти «Барнслі». 25 жовтня отримав «серйозну» травму гомілковостопного суглоба під час переможного (2:1) матчу проти «Шрусбері Таун», через що, як очікувалося, він вибув з гри понад два місяці. Повернувся до стартового складу «Плімута» 21 січня 2023 року, виконав дві результативні передачі у переможному (4:2) поєдинку проти «Челтнем Таун».
2 серпня 2023 року знову продовжив контракт з «Астон Віллою» та повернувся до «Плімут Аргайл» в оренду ще на один сезон. Оренду розірвали в січні 2024 року після того, як Азаза повернувся до свого розташування «Вілла».

### «Мідлсбро»
5 січня 2024 року підписав контракт з представником Чемпіоншипу «Мідлсбро» за нерозголошену плату.
У листопаді 2024 року відзначився 5-ма голами та 4-ма результативними передачами в шести матчах, завдяки чому названий гравцем місяця Чемпіоншипу.

## Кар'єра в збірній
У вересні 2022 року вперше отримав виклик до молодіжної збірної Ірландії. Дебютував за молодіжну збірну 27 вересня 2022 року в матчі плей-оф кваліфікації молодіжного чемпіонату Європи проти Ізраїлю, який завершився нічиєю 0:0, але Ірландія програла в серії післяматчевих пенальті. У березні 2024 рок отримав перший виклик до національної збірної Ірландії перед товариськими матчами проти Бельгії та Швейцарії. Дебютував за збірну 26 березня 2024 року, вийшов на заміну в програному (0:1) матчі проти Швейцарії на стадіоні «Авіва». 20 березня 2025 року відзначився своїм першим голом за збірну Ірландії у переможному (2:1) виїзному матчі плей-оф на вибування Ліги націй УЄФА 2024/25 проти Болгарії.

## Статистика виступів

### Клубна
Станом на 3 травня 2025 року
| Клуб                      | Сезон             | Ліга                | Ліга  | Ліга | Кубок Англії | Кубок Англії | Кубок ліги | Кубок ліги | Інші  | Інші | Загалом | Загалом |
| Клуб                      | Сезон             | Дивізіон            | Матчі | Голи | Матчі        | Голи         | Матчі      | Голи       | Матчі | Голи | Матчі   | Голи    |
| ------------------------- | ----------------- | ------------------- | ----- | ---- | ------------ | ------------ | ---------- | ---------- | ----- | ---- | ------- | ------- |
| «Вест-Бромвіч Альбіон»    | 2020–21           | Прем'єр-ліга Англії | 0     | 0    | 0            | 0            | 0          | 0          | —     | —    | 0       | 0       |
| «Челтнем Таун» (оренда)   | 2020–21           | Друга ліга          | 37    | 1    | 3            | 1            | 2          | 1          | 2     | 0    | 44      | 3       |
| «Астон Вілла»             | 2021–22           | Прем'єр-ліга Англії | 0     | 0    | 0            | 0            | 0          | 0          | —     | —    | 0       | 0       |
| «Астон Вілла»             | 2022–23           | Прем'єр-ліга Англії | 0     | 0    | 0            | 0            | 0          | 0          | —     | —    | 0       | 0       |
| «Астон Вілла»             | 2023–24           | Прем'єр-ліга Англії | 0     | 0    | 0            | 0            | 0          | 0          | 0     | 0    | 0       | 0       |
| «Астон Вілла»             | Загалом           | Загалом             | 0     | 0    | 0            | 0            | 0          | 0          | 0     | 0    | 0       | 0       |
| «Ньюпорт Каунті» (оренда) | 2021–22           | Друга ліга          | 42    | 7    | 1            | 0            | 2          | 0          | 0     | 0    | 45      | 7       |
| «Плімут Аргайл» (оренда)  | 2022–23           | Перша ліга          | 34    | 8    | 0            | 0            | 1          | 0          | 4     | 0    | 39      | 8       |
| «Плімут Аргайл» (оренда)  | 2023–24           | Чемпіоншип          | 26    | 7    | 0            | 0            | 2          | 0          | —     | —    | 28      | 7       |
| «Мідлсбро»                | 2023–24           | Чемпіоншип          | 20    | 4    | 0            | 0            | —          | —          | —     | —    | 20      | 4       |
| «Мідлсбро»                | 2024–25           | Чемпіоншип          | 45    | 12   | 0            | 0            | 1          | 0          | 0     | 0    | 46      | 12      |
| «Мідлсбро»                | Загалом           | Загалом             | 65    | 16   | 0            | 0            | 1          | 0          | 0     | 0    | 66      | 16      |
| Усього за кар'єру         | Усього за кар'єру | Усього за кар'єру   | 194   | 39   | 4            | 1            | 8          | 1          | 6     | 0    | 222     | 41      |

1. 1 2  Матч(і) в Трофеї ФЛ.

### У збірній

#### По роках
Станом на 23 березня 2025 року
| Національна збірна | Рік     | Матчі | Голи |
| ------------------ | ------- | ----- | ---- |
| Ірландія           |         |       |      |
| 2024               | 5       | 0     |      |
| 2025               | 2       | 1     |      |
| Загалом            | Загалом | 7     | 1    |

#### По матчах
| Дата       | Місто     | Господарі | Результат | Гості     | Турнір                                | Голи | Примітки |
| ---------- | --------- | --------- | --------- | --------- | ------------------------------------- | ---- | -------- |
| 26-3-2024  | Дублін    | Ірландія  | 0 – 1     | Швейцарія | товариський матч                      | -    | 87'      |
| 4-6-2024   | Дублін    | Ірландія  | 2 – 1     | Угорщина  | товариський матч                      | -    | 62'      |
| 10-10-2024 | Гельсінкі | Фінляндія | 1 – 2     | Ірландія  | Ліга націй УЄФА 2024-2025 - 1-й раунд | -    | 71'      |
| 14-11-2024 | Дублін    | Ірландія  | 1 – 0     | Фінляндія | Ліга націй УЄФА 2024-2025 - 1-й раунд | -    | 76'      |
| 17-11-2024 | Лондон    | Англія    | 5 – 0     | Ірландія  | Ліга націй УЄФА 2024-2025 - 1-й раунд | -    | 67'      |
| 20-3-2025  | Пловдив   | Болгарія  | 1 – 2     | Ірландія  | Ліга націй УЄФА 2024-2025 - Плей-оф   | 1    | 47' 76'  |
| 23-3-2025  | Дублін    | Ірландія  | 2 – 1     | Болгарія  | Ліга націй УЄФА 2024-2025 - Плей-оф   | -    |          |
| Усього     |           | Матчів    | 7         |           | Голів                                 | 1    |          |

#### Забиті м'ячі
Рахунок та результат збірної Ірландії подано на першому місці, у колонці рахунок вказано зміну після кожного з голів Азаза.
| № | Дата            | Місце                           | Суперник | Рахунок | Результат | Змагання                             |
| - | --------------- | ------------------------------- | -------- | ------- | --------- | ------------------------------------ |
| 1 | 20 березня 2025 | Христо Ботев, Пловдив, Болгарія | Болгарія | 1–1     | 2–1       | Плей-оф на вибування Ліги Націй УЄФА |

## Досягнення
«Челтнем Таун»
- Друга футбольна ліга
  -  Чемпіон (1): 2020/21

«Плімут Аргайл»
- Перша футбольна ліга
  -  Чемпіон (1): 2022/23[36]

- Трофей Футбольної ліги
  -  Фіналіст (1): 2022/23[37]

Особисті
- Найкращий молодий гравець сезону Другої ліги ФЛА: 2021/22[11]
- Збірна сезону Другої ліги ФЛА: 2021/22[12]
- Найкращий гравець місяця Чемпіоншипу ФЛА: листопад 2024[24]
- Найкращий молодий гравець місяця ФЛА: січень 2022[10]